# Christophe Moulin (1971)
Christophe Moulin (Neuchâtel, 23 april 1971) is een Zwitsers voormalig voetballer en voetbalcoach die speelde als verdediger.

## Carrière
Moulin speelde gedurende een korte carrière voor Étoile Carouge, SR Delémont, FC Solothurn en Neuchâtel Xamax.
Hij was van 1997 tot 2006 actief bij Neuchâtel Xamax als jeugdcoach en hoofdcoach. Nadien werd hij jeugdcoach bij Noord-Iers voetbalelftal tot in 2010. In 2012 was hij assistent onder Michel Decastel bij ES de Tunis en later ook nog bij FC Sion. Bij Sion was hij coördinator jeugdopleiding, assistent-trainer en technisch directeur tot in 2015.